# 베드로 십자

성 베드로의 십자

베드로 십자( - 十字, 영어: Cross of Saint Peter, Petrine Cross) 또는 역십자(逆十字, 영어: inverted cross, upside-down cross)는 십자의 일종으로서 라틴 십자를 천지 반대로 한 형상의 것이다.

## 기원
가톨릭교회에서는, '베드로 행전'의 기술 등에서, 베드로는 로마에 왔을 때에 네로 황제로부터의 박해를 받아 십자가에 의한 책형에 처해졌지만, 그 때에 역상에 (머리가 아래 상태로) 십자가에 걸렸다고 하고 있다. 자신이 예수와 같은 상태 (머리가 위 상태)로 처형되는 것에 적합하지 않다고 하고, 스스로 이 방법을 바랐다고 여겨진다.
알렉산드리아 학파의 신학자, 오리게네스가, 역사상 처음으로 '성 베드로는 머리를 아래로 책형에 처해진 것은, 그가 그 방법으로 처형하도록 부탁했기 때문이다'라는 내용의 기술을 남겼다.

## 상징
- 성 베드로 십자는, 교차하는 2개의 열쇠 (천국의 열쇠)와 함께 이용되는 것이 많다.
- 가톨릭교회에서는, 성 베드로 십자를 '겸허'와 '그리스도와 비교한 무가치'의 상징으로서 이용하는 일이 있다.

## 악마 숭배와의 관계
성 베드로 십자는, 자주 악마 숭배와도 관련 지을 수 있다.
알레이스터 크롤리는, 성 베드로 십자를 신의 은총에의 반박·주의 은총으로부터의 이탈 등의 상징으로서 파악했다. 결과적으로 이 상징적 의미는 헤비 메탈, 특히 데스 메탈·블랙 메탈 등의 음악 씬으로 높은 인기를 얻기에 이르렀다. 특히 Dandiz·Deicide·Gorgoroth 등의 밴드 멤버는, 큰 역십자의 펜던트를 몸에 걸치고 있다.
제264대 교황 요한 바오로 2세가 이스라엘에 행차한 내려 그의 배후에 성 베드로 십자가 비친 사진이 인터넷상에 넓게 나돌았던 적이 있었지만, 이것은 가톨릭교회가 악마 숭배와 관계성이 있다는 선동적인 선전에 의한 것이었다. 그러나, 이 사진은 성 베드로가 로마에서 순교했던 것에 관계한 것이며, 또 전통적인 가톨릭교회의 견해에 따르면, 교황은 성 베드로의 후계자이며, 교황권을 나타내는 상징으로서 이용되고 있는 근거가 있고 있다.

## 같이 보기
- 십자가
- 예수의 십자가형